# 保罗·斯卡龙

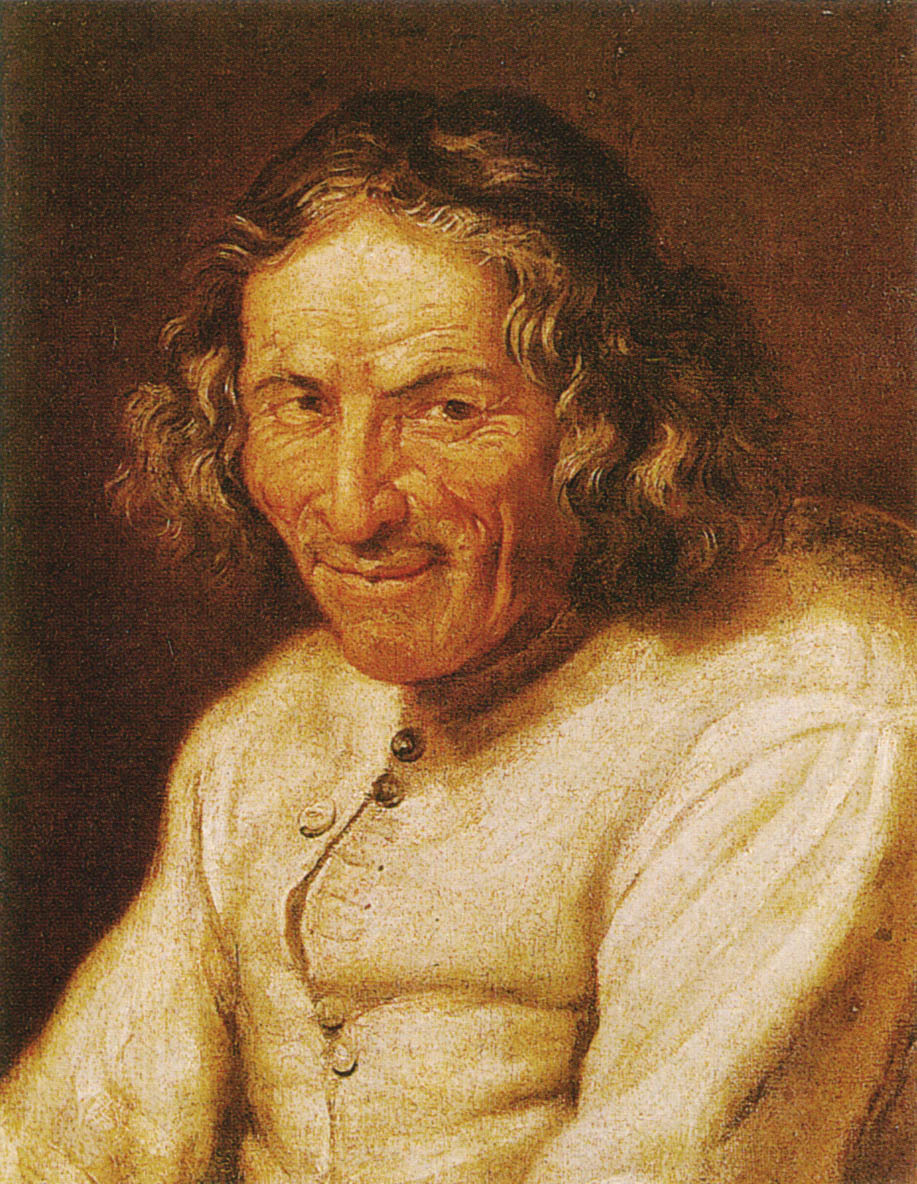
保罗·斯卡龙，17世纪由匿名人士創作的肖像

保罗·斯卡龙（1610年 - 1660年10月6日）是一位法国诗人、剧作家和小說家，他的父親是巴黎議會議員，他也是曼特農夫人的第一任丈夫。1638年，保罗·斯卡龙因為生病而癱瘓。